# Moska MB
Die Moska MB (russisch Моска МБ) war ein russisches Militärflugzeug zur Zeit des Ersten Weltkriegs.

## Entwicklung
Die 1915 entwickelte Aufklärungsmaschine war als Schulterdecker ausgelegt. Flügel und Leitwerk waren zur Erleichterung des Transports am Boden klappbar gestaltet. Um der Besatzung eine gute Sicht zu gewährleisten, ließ man die Flügelwurzel ohne Bespannung. Dies führte zu einem deutlichen Leistungsverlust, was man aber erst nach Produktionsanlauf feststellte. Diese Lücke wurde dann erst später geschlossen. Zwölf Maschinen wurden gebaut, die bis 1918 im Dienst standen.

## Technische Daten
| Kenngröße             | Daten                                                 |
| --------------------- | ----------------------------------------------------- |
| Besatzung             | 2                                                     |
| Flügelfläche          | 17,40 m²                                              |
| Leermasse             | 400 kg                                                |
| Startmasse            | 610 kg                                                |
| Flächenbelastung      | 35,00 kp/m²                                           |
| Leistungsbelastung    | 12,20 kg/PS                                           |
| Triebwerk             | ein Umlaufmotor Gnôme mit 50 PS (37 kW) Startleistung |
| Höchstgeschwindigkeit | 100 km/h                                              |
| Steigzeit auf 1.000 m | 20 min                                                |
| Gipfelhöhe            | 1500 m                                                |